# Curius dentatus
Curius dentatus är en skalbaggsart som beskrevs av Newman 1840. Curius dentatus ingår i släktet Curius och familjen långhorningar. Inga underarter finns listade i Catalogue of Life.